# قائمة أعلام الموسيقى الكلاسيكية
قائمة مؤلفي الموسيقى الكلاسيكية الغربية

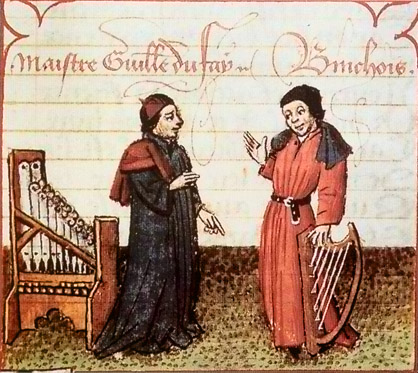
Binchois (right), with Guillaume Dufay

## في القرون الوسطى

### قائمة موسيقيّي القرون الوسطى
حتّى سنة 1500
- نوتكير ذا ستاميرير (840 - 912)
- توتيلو (850 - 915)
- ستيفن لييج (850 - 920)
- هوكبالد (840 - 930)
- اودو اوف كلونى (878 - 942)
- هيريجر من لوبز (925 - 1007)
- اودو من اريتسو (1000 - 999)
- فولبيرت اوف تشارتريس (960 - 1029)
- ويليام اوف ڤولپيانو (962 - 1031)
- نوتكر التانى (900 - 975)
- اديمار شابان (989 - 1034)
- وولفستان كانتور (960 - 1050)
- ويپو اوف بورجوندى (995 - 1048)
- هيرمان اوف ريتشيناو (1013 - 1054)
- بيرنو اوف ريتشيناو (978 - 1048)
- جودريك اوف فينتشال (1065 - 1170)
- آدم دى سان فكتور (1122 - 1192)
- بيار ابيلار (1079 - 1142)
- هايدجارد بنجين (1098 - 1179)
- چاوفر روديل (1120 - 1148)
- ماركابرو (1110 - 1150)
- ارتشپويت (1130 - 1165)
- بيرنارت د ڤينتادورن
- جيراوت د بورنيله (1138 - 1215)
- هاينريش فون فيلدكه
- البيرتوس پاريسينسيس (1150 - 1177)
- پير دالڤيرنه (1130 - 1168)
- ديتمار ڤون ايست (1115 - 1171)
- فريدريش فون هاوزن (1150 - 1190)
- ليونين (1151 - 1210)
- بيرتران د بورن (1140 - 1215)
- جاوسيلم فايديت (1170 - 1202)
- ارنو دانيال (1150 - 1210)
- رايمباوت د ڤاكويراس (1165 - 1207)
- فولكويت د مارسيلها (1150 - 1231)
- كونون د بيثون (1150 - 1219)
- دير ڤون كورينبيرج (1200 - 1200)
- كريتيان دى تروا (1135 - 1181)
- جاس برول (1160 - 1213)
- پيرول (1101 - 1300)
- هايدجارد بنجين (1098 - 1179)
- فرانسيسكو اندريڤى(القرن الـ14 )
- چوهانس هايكونيا ( 1335 - 1411)
- فرانشيسكو لاندينى (1325 - 1397)
- جيوم دو ماشو (1300 - 1377)
- فيليپ د ڤيترى (1291 - 1361)
- اوسفالد فون فولكنشتاين (1377 - 1445)
- مارتينوس فابرى (القرن الـ14 )
- ماتيو من بيروجيا ( 1380 - 1410)

## قائمة موسيقيّي عصر النهضة
من أواخِر 1400 - سنة 1600
- جويلاوم ليجرانت (1405 - 1449)
- جويمى دوفاى (1397 - 1474)
- چوهانس براسارت (1400 - 1455)
- چوهانس ليجرانت (1420 - 1440)
- جيليس بينتشويس (1400 - 1460)
- ريجينالدوس ليبيرت (1401 - 1401)
- چيان كوسين (1425 - )
- جيليس چوى (1424 - 1483)
- جويلاوم لروج (1385 - 1450)
- روبيرت مورتون (1430 - 1479)
- انطوان باسنوا (1430 - 1492)
- ادرين باسين (1457 - 1498)
- هاين ڤان جيزيجيم (1445 - 1476)

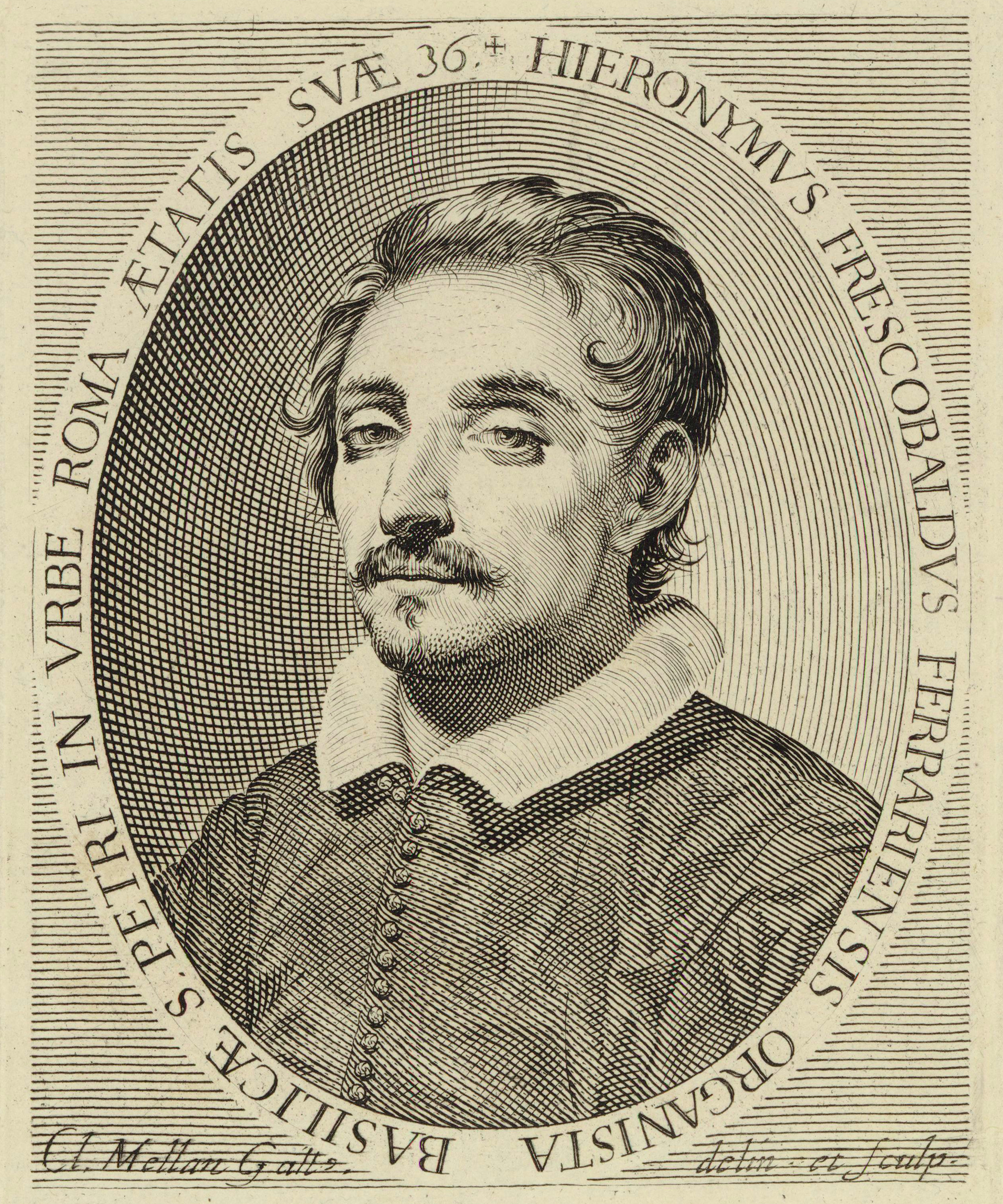
Girolamo Frescobaldi

- چين باپتيسانت بيسارد (1567 - 1625)
- جون بلامر (1410 - 1483)
- هنرى ابينجدون (1418 - 1497)
- والتر فرى (1401 - 1474)
- وليام هوروود (1430 - 1484)
- جون هوثبى (1410 - 1487)
- وليام هاوت (1430 - 1497)
- ريتشارد هيجونز (1435 - 1509)
- جيلبيرت بانيستير (1445 - 1487)
- والتر لامبى (1401 - 1501)
- هيو كيليك (1480 - )
- ادموند تورجيس (1440 - 1502)
- كليمان ليبرت (1401 - 1433)
- يوهانس أوكيجهيم (1410 - 1497)
- چوهانس ريجيس (1425 - 1496)
- چوهانس تينكتوريس (1435 - 1511)
- جوهانس مارتينى (1440 - 1497)
- بيتروس دى دومارتو (1401 - 1455)
- اليكساندر اجريكولا (1446 - 1506)
- چوهانس د ستوكيم (1445 - 1487)
- جاسپار ڤان ويربيك (1445 - 1517)
- چوهانس پولويس (1430 - 1478)
- جوسكين ديبرى (1450 - 1521)
- ماتثايوس پيپيلار (1450 - 1515)
- ابيرتين مالكورت (1401 - 1519)
- جان جابارت (1401 - 1507)
- انتوين بروميل (1475 - 1520)
- اندريا جابرييلى (1510 - 1586)
- توبياس هيوم (1569 - 1645)
- توماس تاليس (1505 - 1585)

## في العصر الباروكي

### قائمة موسيقيّي العصر الباروكي
من سنة 1600 - سنة 1750
- جورج فريدريك هانديل (1685 - 1759)
- يوهان سيباستيان باخ (1685 - 1750)
- اركانجيلو كوريلى (1653 - 1713)
- تيبورتيو ماسينو (1540 - 1610)
- بيترو لوكاتيلى (1695 - 1764)
- جاكوبو بيرى (1561 - 1633)
- جيوسيب تارتينى (1692 - 1770)
- جورج فيليب تيليمان (1681 - 1767)
- انتونيو فيفالدى (1678 - 1741)
- جان فيليب رامو (1683 - 1764)
- الساندرو سكارلاتى (1660 - 1725)
- جيوم دى تشاستيلون (1550 - 1610)

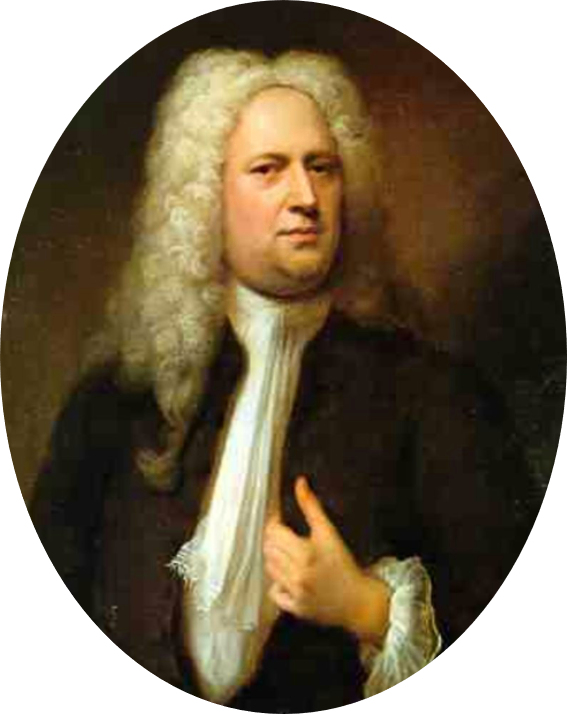
جورج فريدريك هانديل

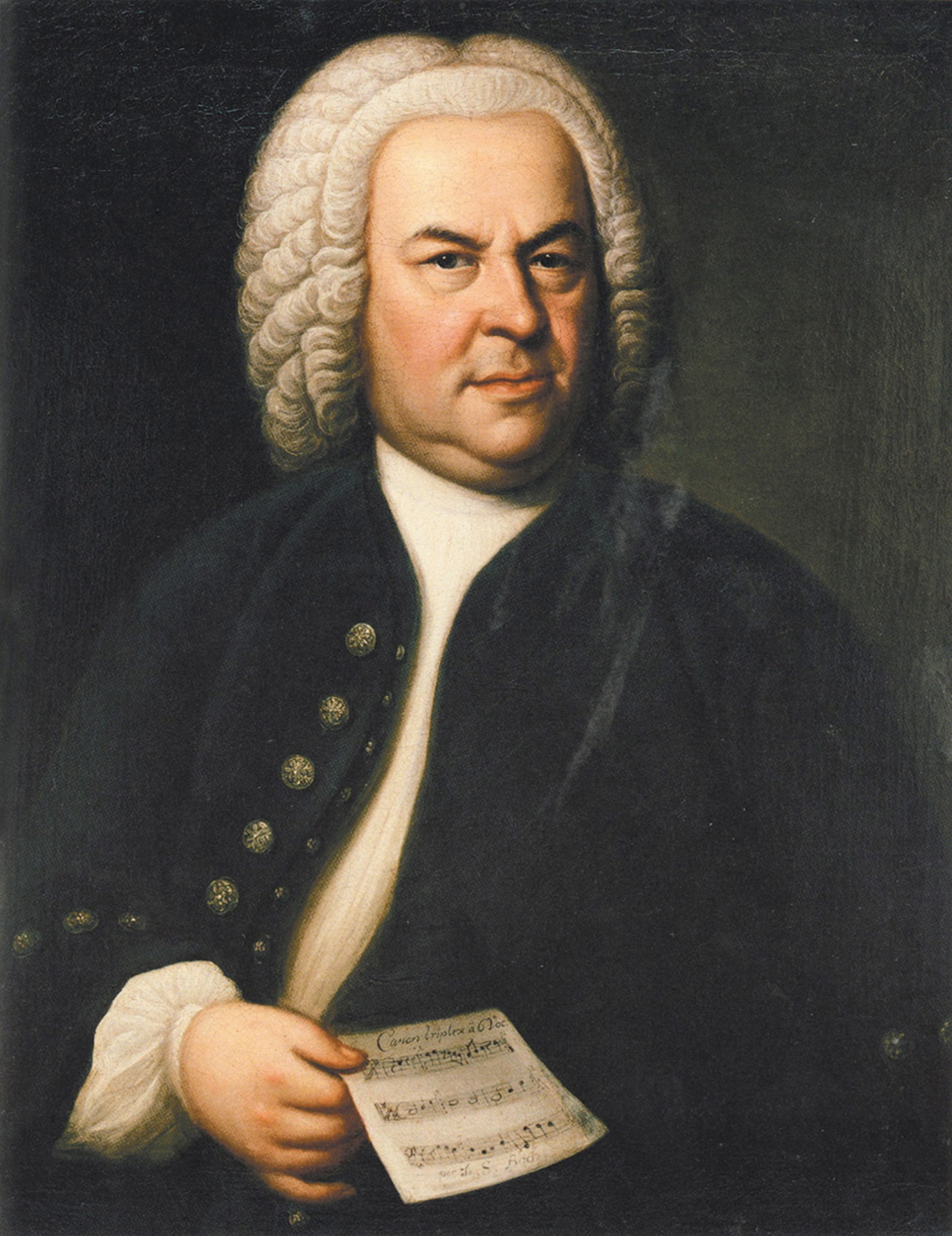
باخ 1748

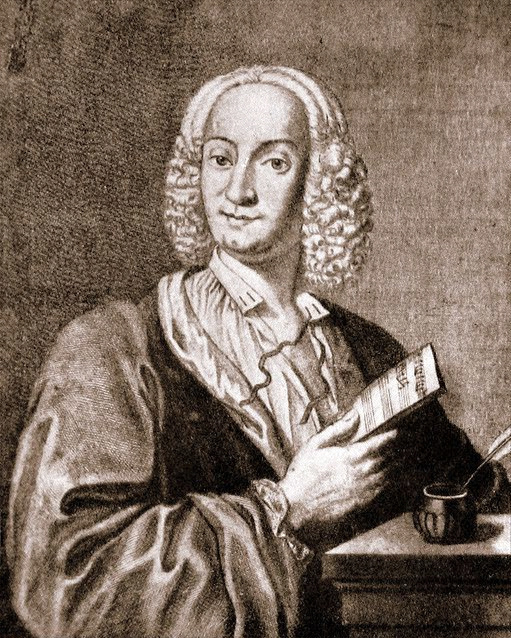
انتونيو فيفالدي

- خوان نافارو جاديتانوس (1550 - 1610)
- ليون ليونى (1509 - 1590)
- رينيه ميسانجو (1568 - 1638)
- جيرولامو بارتى (1570 - 1618)
- جابريل باتايل (1575 - 1630)
- ليونارد د هوديمونت (1575 - 1636)
- ماتيو روميرو (1575 - 1647)
- فرانسوا ريتشارد (1580 - 1650)
- فرانسيسكو كوراى د اراوچو (1584 - 1654)
- چين ڤالينتين د بورنونڤيل (1580 - 1632)
- جيان بوير (1590 - 1648)
- فرانشيسكا كاسينى (1587 - )
- تشارلز دامبليفيل (1588 - 1637)
- مارين ميرسين (1588 - 1648)
- جويليلموس ميساوس (1589 - 1640)
- فرانشيسكو تورينى (1589 - 1656)
- ارتوس اوكس كوستو (1590 - 1656)
- جيوفانى بيترو بيرتى (1590 - 1638)
- جيوفانى مارتينو سيزار (1585 - 1667)
- چوان جوتيريز د پاديلا (1590 - 1664)
- كارلو ميلانوزى (1590 - 1647)
- لوكريزيا اورسينا فيزانا (1590 - 1662)
- سيتيميا كاتشينى (1591 - 1638)
- دومينيك ماتزوتشى (1592 - 1665)
- كلوديا روسكا (1593 - 1676)
- ماتثاوس اپيليس ڤون لوينستيرن (1594 - 1648)
- فرانسيسكو مانيلى (1594 - 1667)
- بياجيو مارينى (1594 - 1663)
- اورازيو ميتشى (1594 - 1641)
- تاركوين مينيلا (1595 - 1665)
- انطونيو ماريا اباتينى (1595 - 1679)
- جيوفانى باتيستا بونامينتى (1595 - 1642)
- بارتولوم د سيلما واى سالاڤيرد (1595 - )
- جيوڤانى روڤيتا (1596 - 1668)
- فيرجيليو مازوتشى (1597 - 1646)
- لويجى روسى (1597 - 1653)
- جيوفانى باتيستا فاسولو (1598 - 1680)
- جاك دى جوى (1610 - 1650)

## في العصر الكلاسيكي

### قائمة موسيقيّي العصر الكلاسيكي
من سنة 1750 - سنة 1820
- لودفيج فان بيتهوفين (1770 - 1827)
- نيكولو بيتشينى ( 1728 - 1800)
- ليوبولد موتسارت (1719 - 1787)

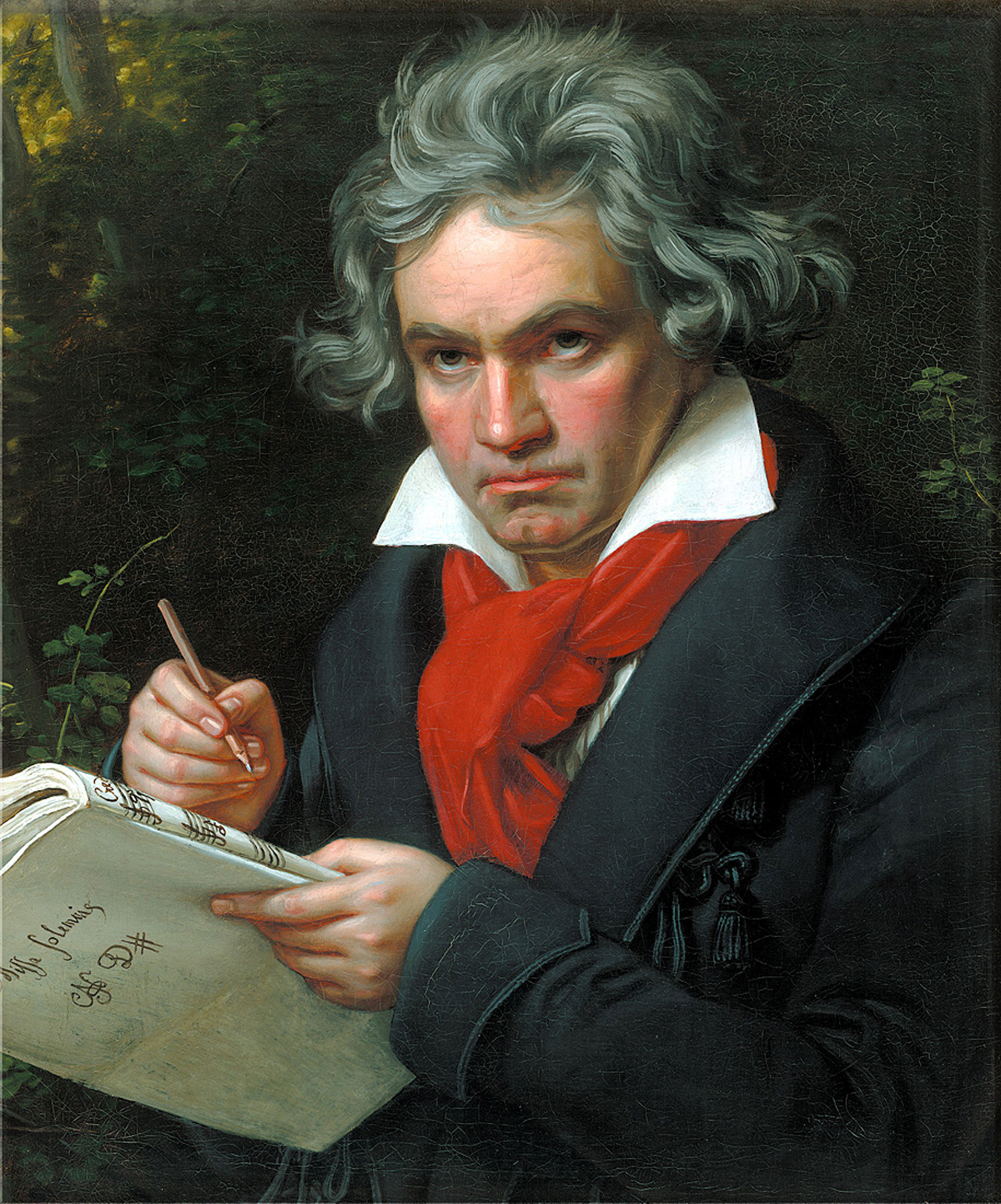
لودفيج فان بيتهوفين

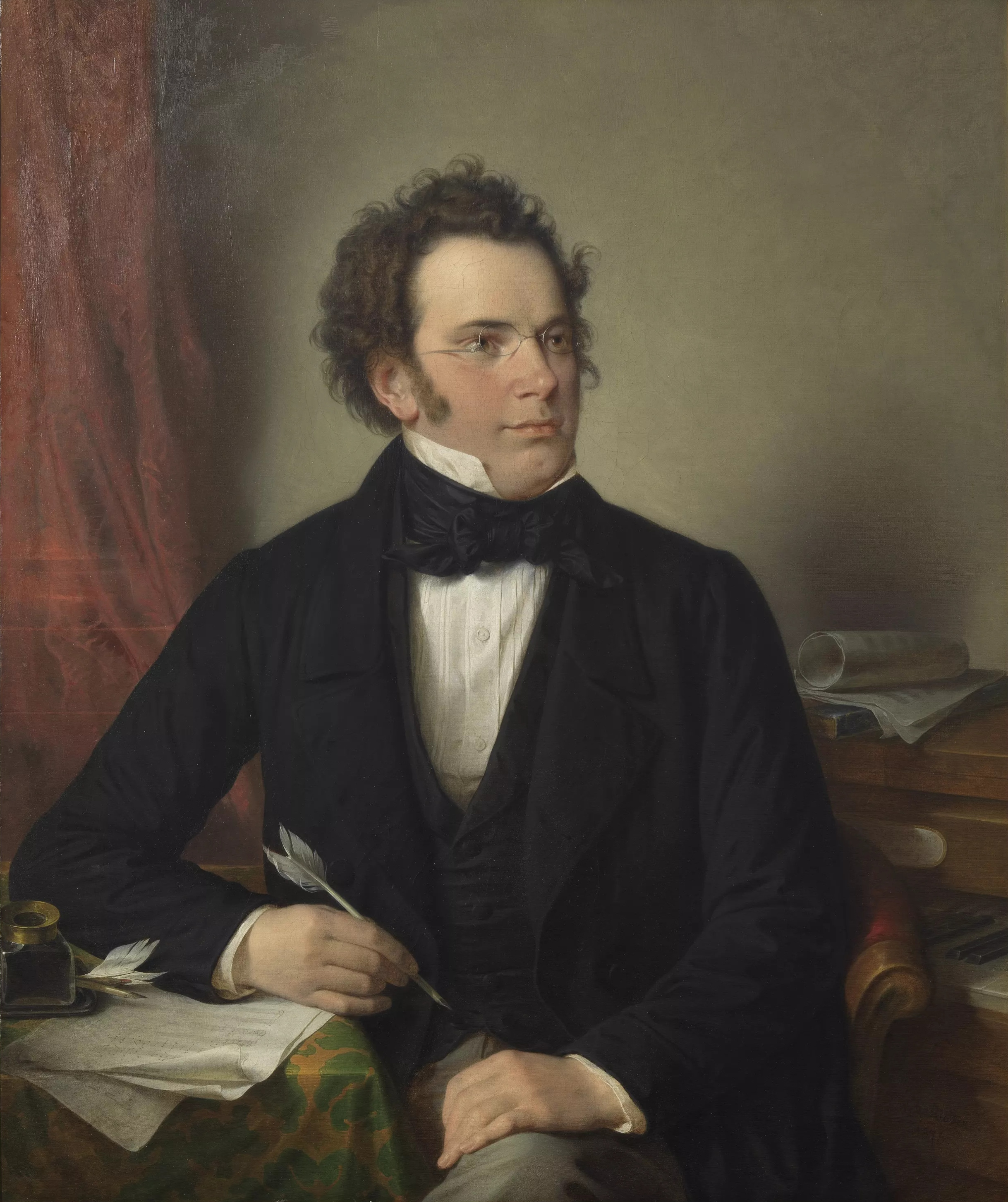
فرانتس شوبيرت

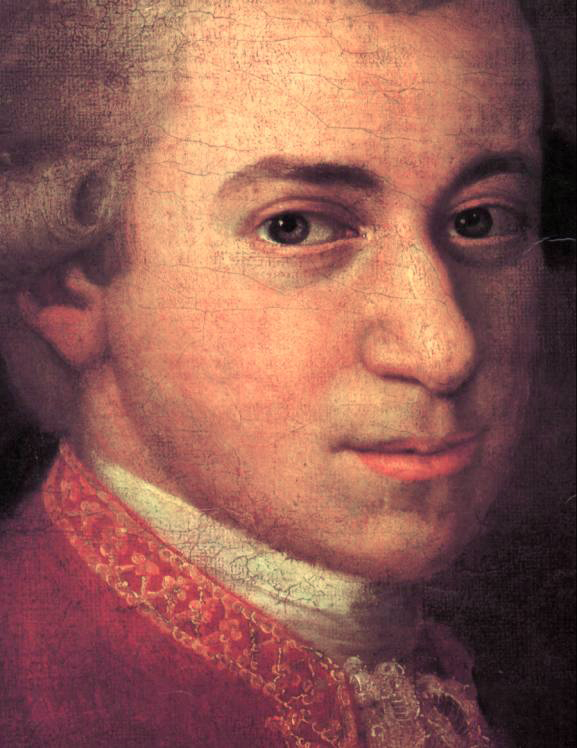
موتسارت

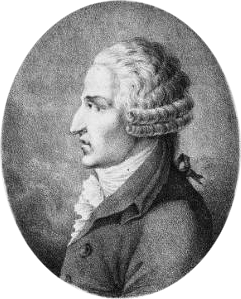
بورتريه لانفوسي

- ولفجانج اماديوس موتسارت (1756 - 1791)
- جوزيف هايدن (1732 - 1809)
- مايكل هايدن (1737 - 1806)
- جون فيلد (1782 - 1837)
- فرانز دانزى (1763 - 1826)
- لويجى تشيروبينى (1760 - 1842)
- نيكولو باجانينى (1782 - 1840)
- انطونيو سالييرى (1750 - 1825)
- يوهان شوبرت ( 1735 - 1767)
- فرانتس شوبيرت (1797 - 1828)
- فرناندو سور (1778 - 1839)
- لويس سبور (1784 - 1859)
- يوهان كريستوف فريدريك باخ (1732 - 1795)
- جابريل ليون (1735 - 1790)
- چوس چواكويم دوس سانتوس (1747 - 1801)
- فرانسيسكو فيو (1691 - 1761)
- چان فرانسيسى (1691 - 1758)
- كونراد فريدريتش هورليبوستش (1691 - 1765)
- انطونيو باليلا (1692 - 1761)
- جيوفانى البرتو ريستورى (1692 - 1753)
- جيوسيب تارتينى (1692 - 1770)
- انيكو ويلهيلم ڤان واسيناير (1692 - 1766)
- لاورينت بيليسين (1693 - 1762)
- فرانز زاڤير ريتشتير (1709 - 1789)
- جيوسيپ بونو (1710 - 1788)
- دومينيك تيراديلاس (1713 - 1751)
- لويز جوتشد (1713 - 1762)
- جون دانيال برلين (1714 - 1787)
- كريستوف فيليبالد جلوك (1714 - 1787)
- جوتفريد اوجاست هوميليوس (1714 - 1785)
- نيكولو چوميلى (1714 - 1774)
- جيرولامو ابوس (1715 - 1760)
- پاسكوال كافارو (1716 - 1787)
- چوهان فريدريتش دوليس (1715 - 1797)
- چيمس ناريس (1715 - 1783)
- چورچ كريستوف واجينسيل (1715 - 1777)
- چورچ ماتثياس مون (1717 - 1750)
- انتونيو ماريا مازونى (1717 - 1785)
- فرانسيسكو زاپا (1717 - 1803)
- وينزيل رايموند بيرك (1718 - 1763)
- نيكولا كونفورتو (1718 - 1793)
- مل دوڤال (1718 - 1770)
- جيوسيپ سكارلاتى (1723 - 1777)
- ويليام والوند (1719 - 1768)
- چوهان فريدريتش اجريكولا (1720 - 1774)
- چوهان كريستوف التنيكول (1719 - 1759)
- كريستوف لمينو د ساينت فيلبيرت (1720 - 1774)
- تشارلز انتوين كامپيون (1720 - 1788)
- جيواكينو كوكى (1715 - 1804)
- پيترو دينيس (1720 - 1790)
- برنهارد خواكيم هاجن (1720 - 1787)
- ماريا تيريسا اجنيسى پينوتينى (1720 - 1795)
- چوان باپتيستا پلا (1720 - 1773)

## في العصر الرومانسي

### قائمة موسيقيّي العصر الرومانسي

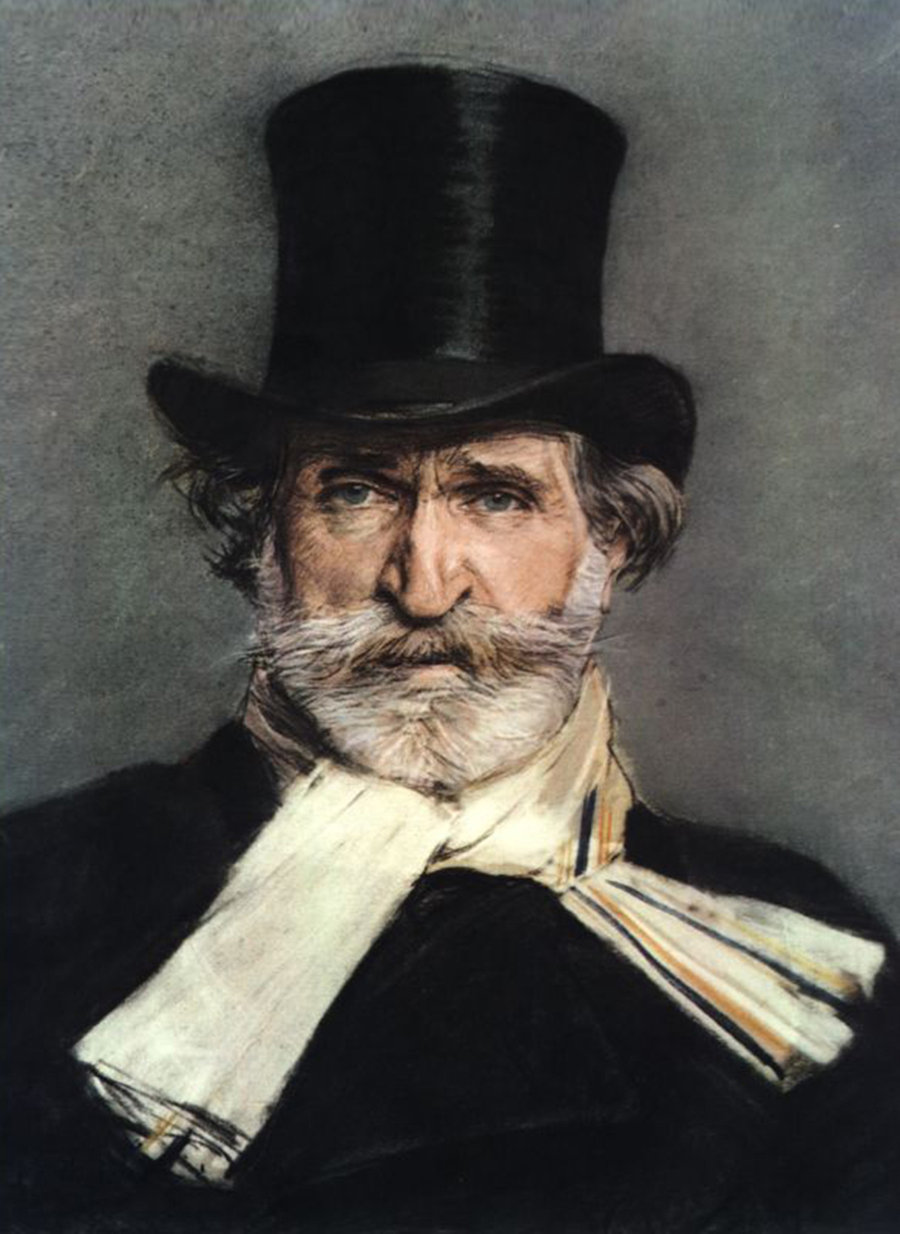
جوزيبيه فيردي

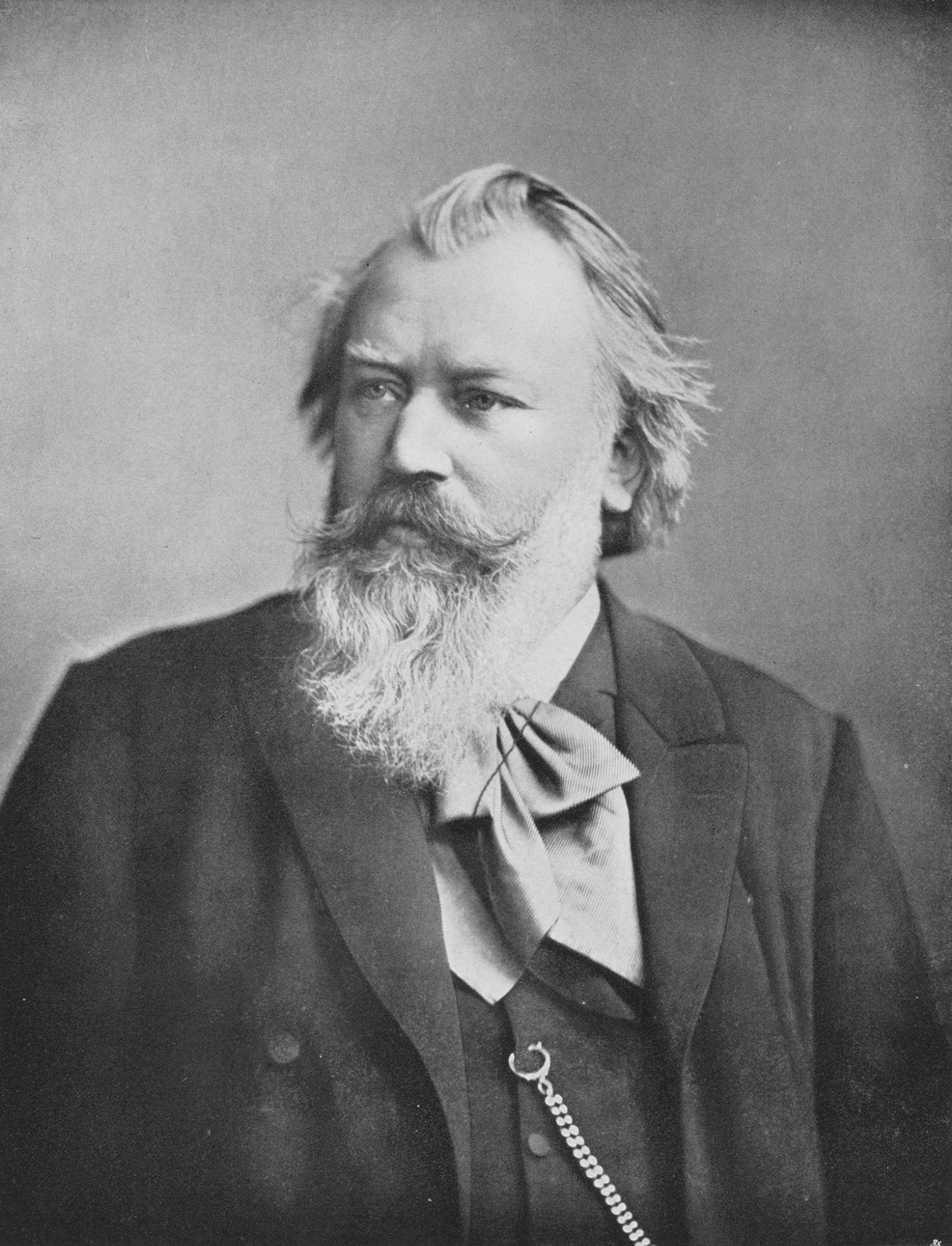
يوهانيس برامس

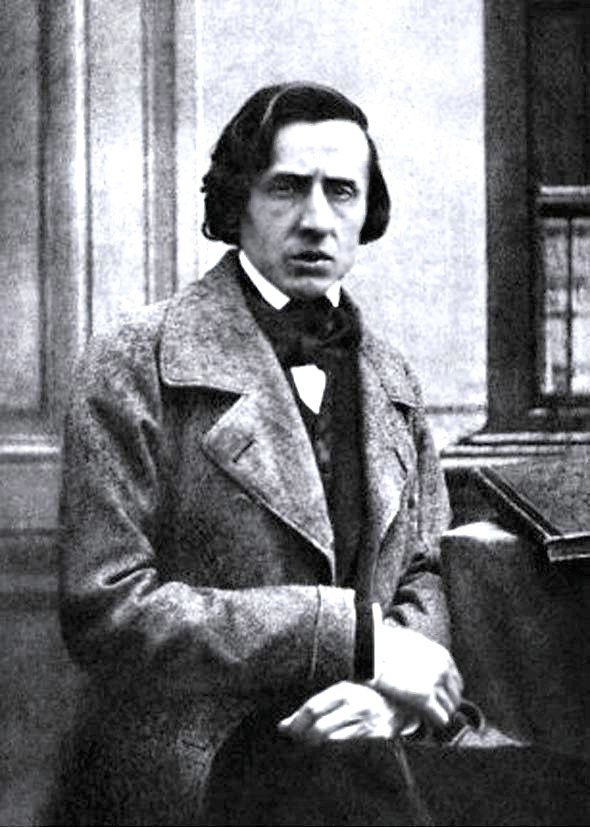
شوبان

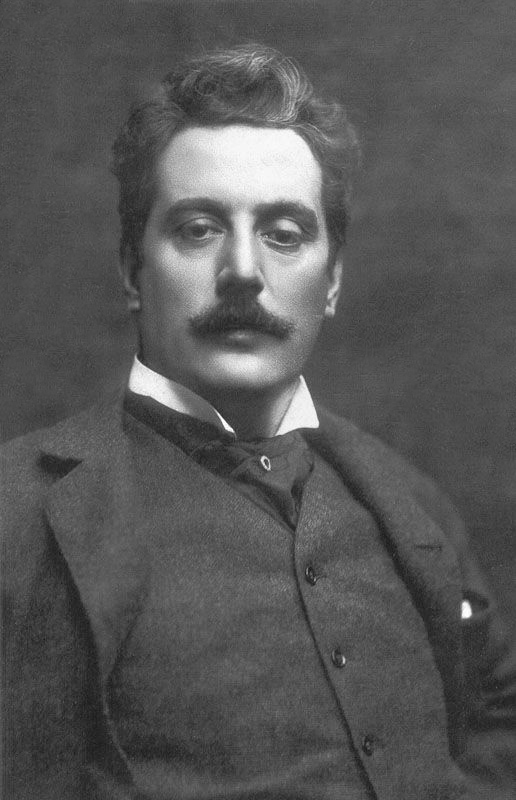
چاكومو بوتشيني

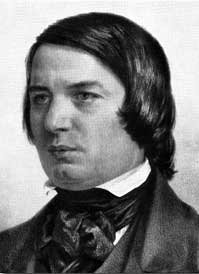
روبيرت شومان

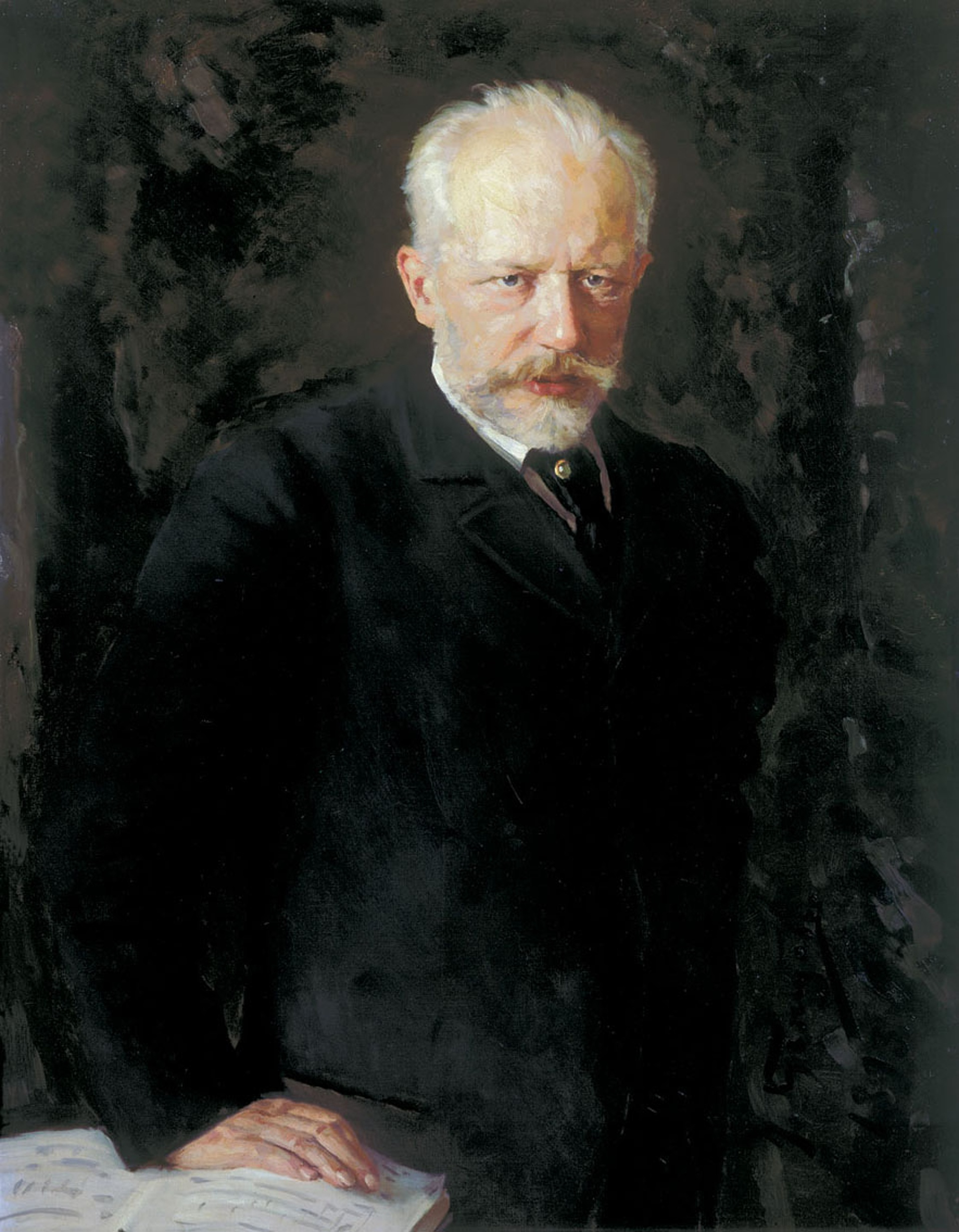
تشايكوفسكي

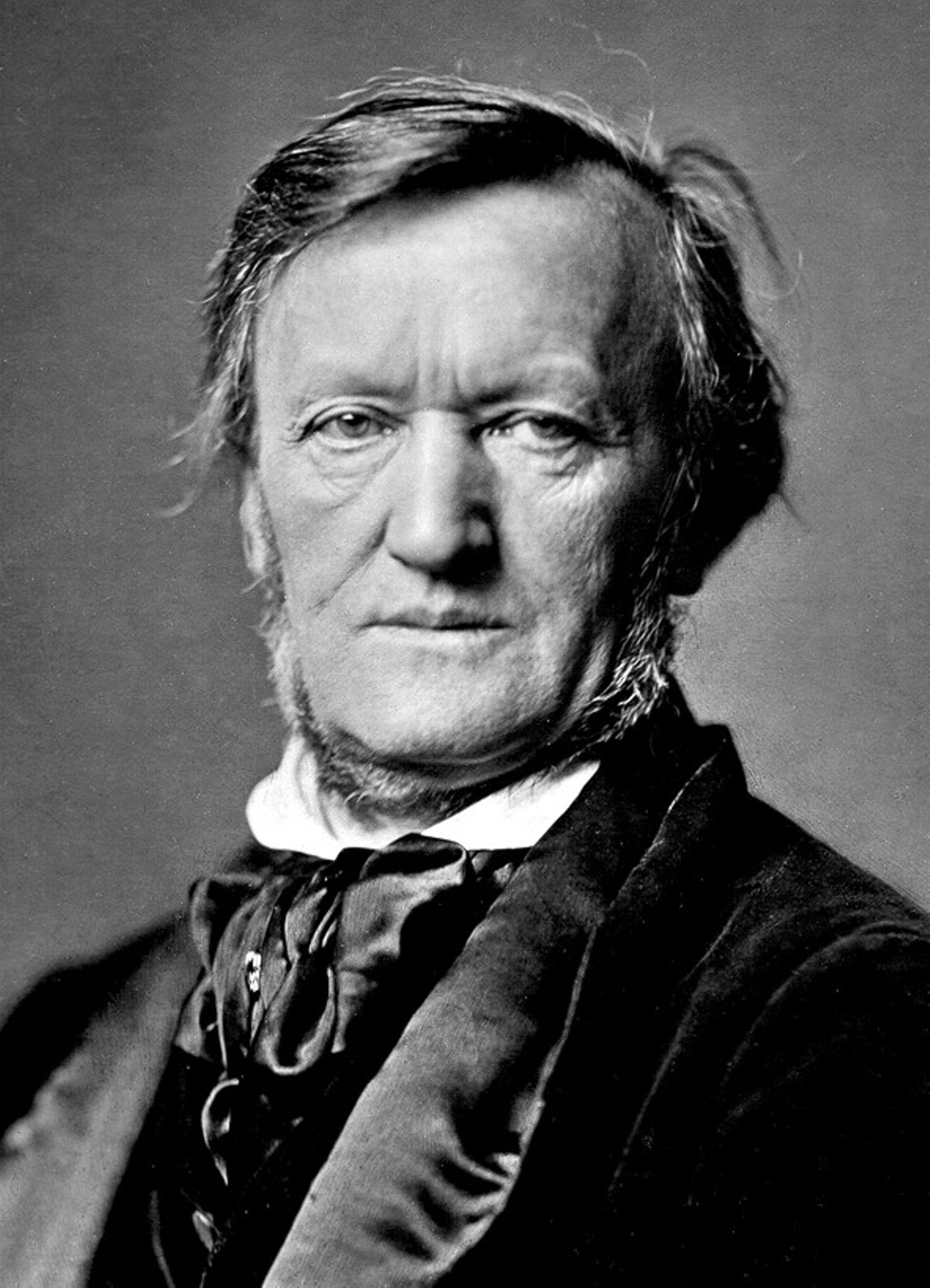
ريتشارد فاجنر

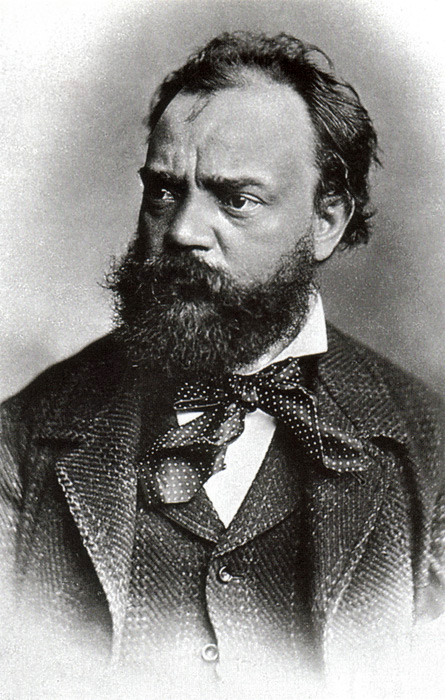
انتونين دفوراك

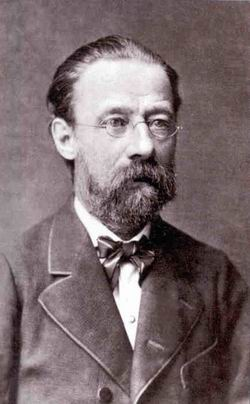
بيدريخ سميتانا

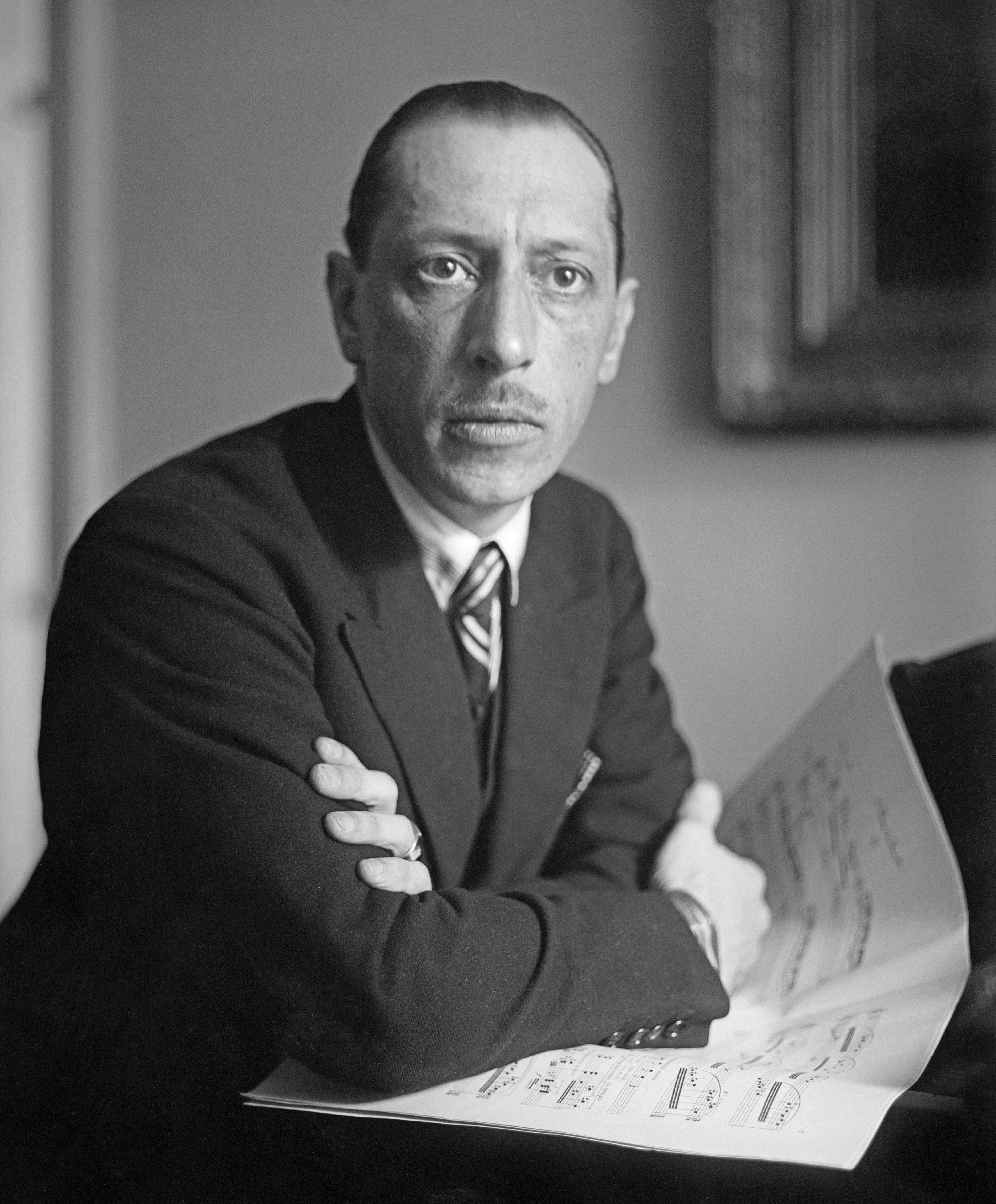
إيجور ستراڤينيسكي

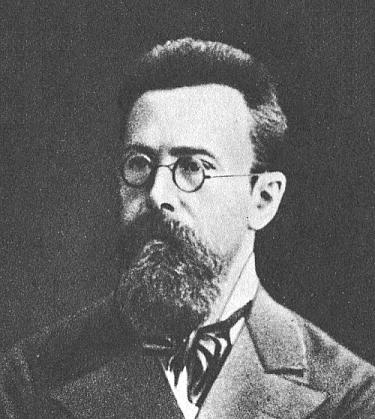
ريمسكي كورساكوف

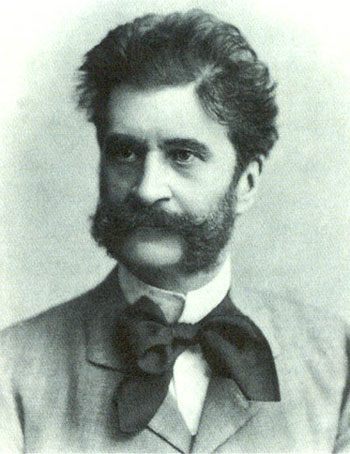
يوهان ستراوس الابن

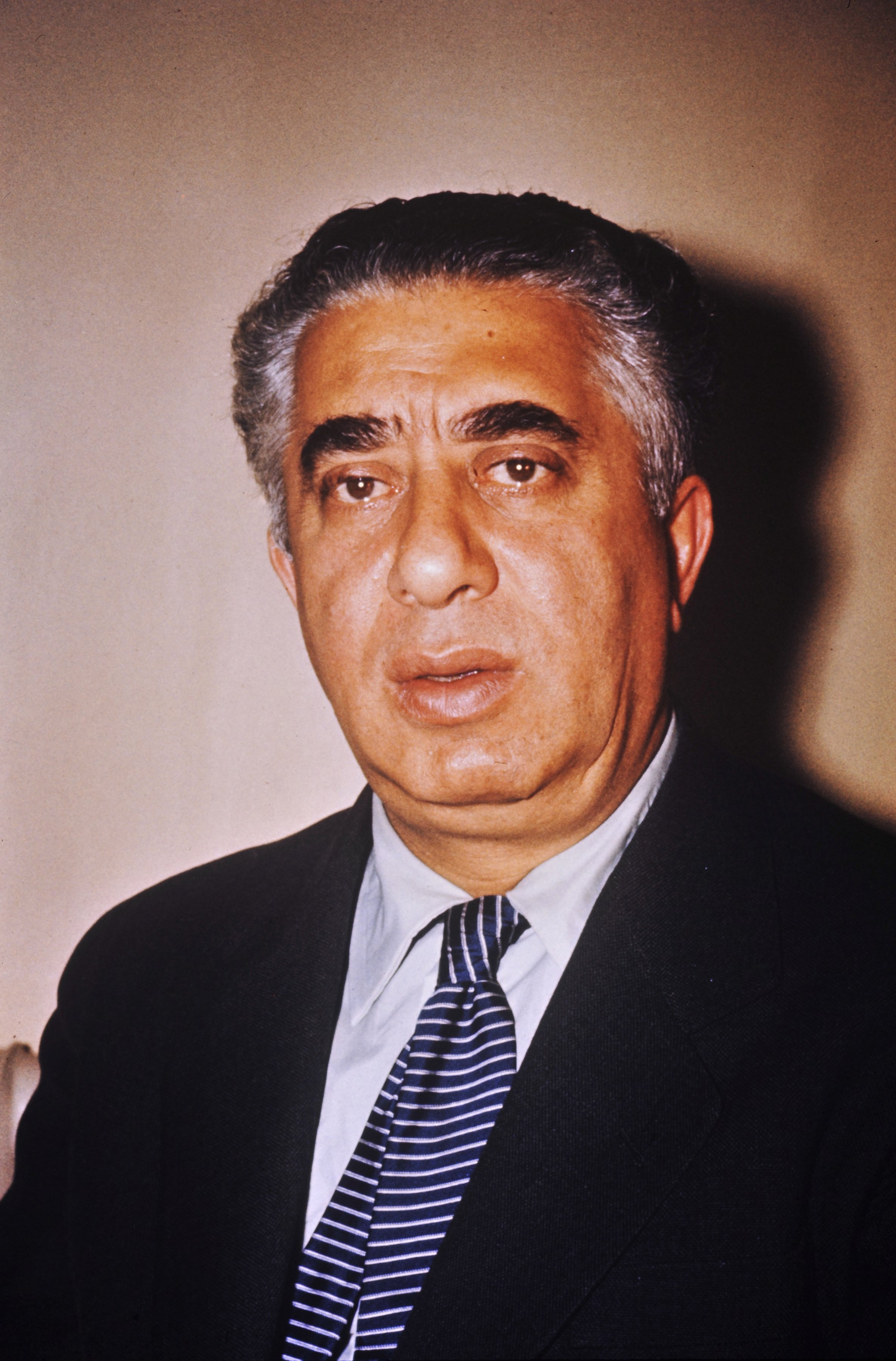
خاتشاتوريان

- نيكولاى ريمسكي كورساكوڤ (1844 - 1908)
- جاكومو بوتشينى (1858 - 1924)
- بيوتر إليتش تشايكوفسكى (1840 - 1893)
- روبرت فولكمان (1815 - 1883)
- ريتشارد فاجنر (1813 - 1883)
- كارل ماريا فون فيبر (1786 - 1826)
- انتون روبنشتاين (1829 - 1894)
- نيكولاي روبنشتاين (1835 - 1881)
- روبرت شومان (1810 - 1856)
- فرانز شميت (1874 - 1939)
- كلارا شومان (1819 - 1896)
- هينريك وينياوسكى (1835 - 1880)
- هوجو وولف (1860 - 1903)
- ادوارد جريج (1843 - 1907)
- هيكتور بيرليوز (1803 - 1869)
- فرانز بيروالد (1796 - 1868)
- بابلو كاسالس (1876 - 1973)
- كارل تشيرنى (1791 - 1857)
- جايتانو دونيزيتى (1797 - 1848)
- انتونين دفوراك (1841 - 1904)
- فيلكس مندلسون (1809 - 1847)
- روجيرو ليونكافالو (1858 - 1919)
- اوتو ليندبلاد (1809 - 1864)
- جاك اوفنباخ (1819 - 1880)
- فرانز اكزافير جروبر (1787 - 1863)
- اسحاق ناثان (1790 - 1864)
- سيپريانى پوتير (1792 - 1871)
- نيكولاوس مانتزاروس (1795 - 1872)
- اليكسى ڤيرستوڤسكى (1799 - 1862)
- فينسينزو بيلينى (1801 - 1835)
- توماسز پادورا (1802 - 1871)
- چيان باپتيست دوڤيرنوى (1801 - 1880)
- اميدى ميرايوكس (1802 - 1874)
- سيسار پوجنى (1802 - 1870)
- اليزا فلوير (1803 - 1846)
- فريدريتش ثيودور فروهليتش (1803 - 1836)
- ادولف آدم (1803 - 1856)
- هيكتور بيرليوز (1803 - 1869)
- هنرى هيرز (1802 - 1888)
- فرانز لاتشنير (1803 - 1890)
- لويس فارينك (1804 - 1875)
- مايكل جلينكا (1804 - 1857)
- يوهان شتراوس الأب (1804 - 1849)
- فانى مندلسون (1805 - 1847)
- ليوپولد ڤون زينيتى (1805 - 1892)
- ناپوليون كوست (1805 - 1883)
- چوان كريسوستومو د ارياجا (1806 - 1826)
- چوهان كاسپار ميرتز (1806 - 1856)
- فريدريتش بورجمولير (1806 - 1874)
- كارلو كورتى (1807 - 1872)
- ايجناز لاتشنير (1807 - 1895)
- مايكل ويليام بالف (1808 - 1870)
- سيباستيان ايرادير (1809 - 1865)
- فيلكس مندلسون (1809 - 1847)
- اوتو ليندبلاد (1809 - 1864)
- فريدريك شوبان (1810 - 1849)
- فيرينك اركيل (1810 - 1893)
- اوتو نيكولاى (1810 - 1849)
- نوربيرت بورجمولير (1810 - 1836)
- روبيرت شومان (1810 - 1856)
- لودويج ستشونك (1810 - 1834)
- فرديناند ديفيد (1810 - 1873)
- ڤينزينز لاتشنير (1811 - 1893)
- فرانز ليست (1811 - 1886)

## في القرن العشرين
من سنة 1900 - سنة 2000
- إيجور ستراڤينيسكى ( 1882- 1971)
- آرام خاتشاتوريان (1903 -1978)
- عزير حاجبايوف (1885 - 1948)
- فيرانجيز عليزاده (1947 - )
- افراسياب بادلبيلى (1907 - 1976)
- واقف مصطفى زاده (1940 - 1979)
- عزيزه مصطفى زاده (1969 - )
- يوسف جريس (1899-1961)
- توفيج باكيخانوڤ (1930 - )
- جودات حجييف (1917 - 2002)
- جهانكير جهانكيروف (1921 - 1992)
- حاجى خانمامادوف (1918 - 2005)
- عارف مليكوف (1933 - 2019)
- نيازى (1912 - 1984)
- سعيد رستاموف (1907 - 1983)
- الى ساليمى (1922 - 1997)
- امين سابيتوجلو (1937 - 2000)
- حسينجولو سارابسكى (1879 - 1945)
- الدار منصوروف (1952 - )
- راؤف حجييف (1922 - 1995)
- سولتان حجيبايوف (1919 - 1974)
- فرحاد بدلبيلى (1947 - )
- عادل كامل (1942-2003)
- مورتين اسكيسين (1826 - 1913)
- فرانسوا اوجاست جيڤايرت (1828 - 1908)
- كليمينس د جراندڤال (1828 - 1907)
- جيمس كاتلر دان باركر (1828 - 1916)
- كارل كليندورث (1830 - 1916)
- هانس برونسارت ڤون ستشيليندورف (1830 - 1913)
- بنجامين دوايت الين (1831 - 1914)
- سالومون چاداسوهن (1831 - 1902)
- ماثيلد هاناه ڤون روثسكيلد (1832 - 1924)
- تشارلز ويلفريد د بيريوت (1833 - 1914)
- كاسپار چوزيف برامباتش (1833 - 1902)
- چوزيف ريتشارد روزكوسنى (1833 - 1913)
- فرانسيس بيرجر (1834 - 1933)
- كارليس باومانيس (1835 - 1905)
- سوسان مكفارلاند پارخورست (1836 - 1918)
- تيودور دوبويس (1837 - 1924)
- كارلوتا فيرارى (1830 - 1907)
- الفريد جاول (1837 - 1913)
- اوتو وينتير هچيلم (1837 - 1931)
- پول لاكومب (1837 - 1927)
- سميث نيويل پينفيلد (1837 - 1920)
- ابو بكر خيرت (1910 ـ 1963)
- عزيز الشوان (1916 ـ 1993)
- كامل الرمالى (1922 ـ 2011)
- عواطف عبد الكريم (اتولدت 1931)
- جمال عبد الرحيم (1924 ـ 1988)
- سيد عواد (1926 ـ 2000)
- حليم الضبع (1921 - 2017)
- سليمان جميل (1924 ـ 1994)
- رفعت جرانه (1924 - 2017)
- عطيه شراره ( 1922 - 2014)